# جادا فاير
جادا فاير (بالإنجليزية: Jada Fire)‏ (مواليد 1 سبتمبر 1976)، هي ممثلة إباحية أمريكية متقاعدة. بدأت حياتها المهنية في صناعة الترفيه للبالغين كمشغل جنس عبر الهاتف. كان العديد من عروضها في أفلام بأسلوب غونزو والتي شملت مشاهد سحاقية أو بين الأعراق أو شرجية أو العبودية. وقد شمل نجومها الذكور جوليان سانت جوكس وبايرون لونج وليكسينغتون ستيل.
حتى عام 2006، كانت فاير ممَثلة من قبل إل إيه دايركت موديلز، وهي وكالة مواهب في لوس أنجلوس، كاليفورنيا. في عام 2007، انضمت إلى وكالة لايت هاوس تالينت.
في عام 2008، لعبت دور كوندي (محاكاة ساخرة لوزيرة الخارجية السابقة كونداليزا رايز) في الفيلم الإباحي Who’s Nailin’ Paylin من إنتاج هاستلر. في 11 يناير 2011، ظهرت فاير بدور صغير في إحدى حلقات مسلسل الدراما البوليسي ساوث لاند من إنتاج شبكة تي إن تي، حيث جسدت شحصية حبيبة أحد رجال العصابات تم إيقاظها خلال بحث للشرطة.
في 2 فبراير 2012، أعلنت أنها ستتقاعد عن صناعة الأفلام الإباحية. قائلةً أنها لن تقوم بتصوير المشاهد بعد الآن، ولكنها ستظل نشطةً في موقعي كاميرا الويب Naked.com وStreamate.com.
في 6 أبريل 2020، وصلت إلى الترند العالمي على تويتر لفترة وجيزة بعد انضمامها إلى البث الحي لجو بادن على إنستغرام وتلقيها ردًا من دريك في تعليقات البث الحي المباشرة ردًا على ذكرهما لدريك.

## الجوائز
- جائزة آدم فيلم ورلد غايد لعام 2017 - ملكة السنة الدافقة [14]
- جائزة AVN لعام 2007 - أفضل مشهد جنس شرجي، فيلم - مطاردة [15]
- جائزة AVN لعام 2008 - أفضل سلسلة للدفق - Jada Fire Is Squirtwoman [16]
- جائزة Urban X لعام 2008 - أفضل أداء عن طريق الفم [17]
- جائزة Urban X لعام 2009 - أفضل مؤدية للمشاهد الجنسية الشرجية [18]
- دخولها كعضوة في قاعة مشاهير جائزة أوربان إكس لعام 2010 [19]
- دخولها كعضوة في قاعة مشاهير XRCO 2010 [20]
- دخولها كعضوة في قاعة المشاهير AVN 2011 [21]
- جائزة Urban X لعام 2011 - أفضل مؤدية للمشاهد الجنسية الشرجية [22]

## وصلات خارجية
- جادا فاير على موقع IMDb (الإنجليزية)
- جادا فاير على موقع ألو سيني (الفرنسية)
- جادا فاير على موقع أول موفي (الإنجليزية)
- جادا فاير على موقع قاعدة بيانات الفيلم (الإنجليزية)
- جادا فاير على موقع كينوبويسك (الروسية)

Jada Fire في قاعدة بيانات الأفلام على الإنترنت
- Jada Fire
- Jada Fire
- مقابلة جادا فاير مع مدونة فيديو بوكس